# Jordi Herralde i Grau
Jorge Herralde Grau (Barcelona, 1936) és un escriptor i editor català, germà del director de cinema Gonzalo Herralde. Casat amb la llibretera i traductora Eulàlia Lali Gubern.

## Biografia
Com a editor és fundador i director d'Editorial Anagrama, els primers títols del qual van aparèixer el 1969. Ha rebut diversos guardons per la seva activitat editorial: entre ells el 1994, el Premi Nacional a la Millor Tasca Editorial Cultural, atorgat a Espanya per primera vegada, i el Premi Targa d'Argento La Stampa Tuttolibri de 1999, atorgat per la Associazione Biblioteca Europea en col·laboració amb aquest diari.
El 2000 va rebre el Premi Clarín, atorgat pels llibreters d'Oviedo, i també la Creu de Sant Jordi «per la prestigiosa singladura que ha portat a terme al capdavant de l'Editorial Anagrama, renovant la nostra sensibilitat a través de la introducció a Espanya dels principals autors europeus i americans contemporanis, en curadíssimes traduccions. Aquesta aportació de primer ordre a la modernitat, reconeguda també en l'àmbit europeu, comprèn també la difusió en castellà dels autors catalans més emblemàtics». El 2002 va ser distingit amb el Reconeixement al Mèrit Editorial de la Fira del Llibre de Guadalajara, i el 2003, a Itàlia, amb el Premio Nazionale per la Traduzione del Ministero per i Beni Culturali.
El 2005 va rebre la distinció d'Oficial d'Honor de l'Excel·lentíssim Orde de l'Imperi Britànic i el Premio Grinzane Editoria. En 2006 va ser nomenat, a França, Commandeur de l'Orde des Arts et des Lettres. Com a autor, Jordi Herralde ha publicat cinc llibres relacionats amb la seva trajectòria editorial.
El 2016 la seva empresa va ser adquirida pel grup Feltrinelli i un any després, el 2017, Herralde va anunciar que en deixava la direcció.